# Olenecamptus tessellata
Olenecamptus tessellata là một loài bọ cánh cứng trong họ Cerambycidae.